# Peirones
Peirones (oficialmente y en asturiano: Peiróis) es un lugar perteneciente a la parroquia de Boal, en el concejo de Boal, comarca de Eo-Navia, Principado de Asturias, España.
Cuenta con una población de 26 habitantes (INE, 2013) y se encuentra a unos 420 m de altura sobre el nivel del mar. Dista unos 3,5 km de la capital del concejo, tomando desde esta la carretera regional AS-12 en dirección a Grandas de Salime.